# Anne Bourchier
Anne Bourchier VII baronessa Bourchier (Inghilterra, 1517 – Benington, 28 gennaio 1571) fu la prima delle mogli di William Parr, I marchese di Southampton e per questo divenne cognata di Caterina Parr l'ultima delle mogli di Enrico VIII d'Inghilterra. Nel 1541 diede grande scandalo perché fuggì con il proprio amante, John Lyngfield, il priore della chiesa di San Giacomo in un villaggio del Sussex. Due anni dopo venne formalmente ripudiata dal marito tramite un atto del Parlamento.

## La ragazza ricca
Anne Bourchier nacque nel 1517, unica figlia di Henry Bourchier, II conte di Essex (morto il 13 marzo 1540) e di Mary Say che era stata Dama di compagnia di Caterina d'Aragona. Sua nonna paterna era Anna Woodville una delle sorelle di Elisabetta Woodville, moglie di Edoardo IV d'Inghilterra, mentre tramite la bisnonna materna Elizabeth Cheney (1422-25 settembre 1473) era imparentata con Caterina Howard, Anna Bolena e Jane Seymour che discendevano dai suoi figli. Essendo l'unica figlia femmina di uno dei conti più ricchi del paese Anne era un'ereditiera assai appetibile, se non la più ricca in assoluto e come tale doveva contrarre un buon matrimonio.
Il 9 febbraio 1527 Anne fu data in sposa a William Parr, I marchese di Northampton unico figlio maschio di Sir Thomas Parr e Maud Green (6 aprile 1492-1º dicembre 1531), il matrimonio venne organizzato dalla stessa Maud che, rimasta vedova giovane, doveva sistemare i figli con nozze vantaggiose.
Nel marzo 1540 Anne divenne baronessa di Bourchier a seguito della morte del padre, tuttavia il titolo accessorio di Viscontessa di Bourchier e soprattutto quello di contessa di Essex venne dichiarato estinto con la morte del padre.

## L'adultera
Il matrimonio fra Anne e William parve essere infelice fin dall'inizio tanto che per i primi dodici anni i due vissero separati, le cronache descrivono Anne come una donna di scarsa erudizione che preferiva la quiete della campagna alla frizzante vita della corte di Enrico, tanto che la sua prima apparizione a corte la si registra il 22 novembre 1539.
Nel 1541 esplose lo scandalo della sua relazione adulterina con John Lyngfield il priore della chiesa del villaggio di Tanbridge, nel Surrey, ma fu la nascita di un figlio dalla loro unione che spinse William a muoversi contro la moglie giacché il bambino una volta cresciuto, avrebbe potuto avanzare delle pretese sulle sue proprietà.
Nel 1543 William si appellò al Parlamento perché gli concedesse il divorzio sulla base dell'Adulterio della moglie, il suo appello venne accolto e il documento dichiarò che tutti i figli futuri di Anne sarebbero stati considerati dei bastardi.
Dal canto suo William non era rimasto inattivo e già nel 1541 aveva iniziato una relazione con Dorothy Bray (1524circa-31 ottobre 1605), dama di compagnia di Caterina Howard.
La celerità con cui il parlamento accolse la sua richiesta potrebbe essere stata dovuta al fatto che in quel periodo Enrico stava corteggiando la sorella di William, Caterina Parr, che in seguito avrebbe sposato.
Anna fu allontanata dalla corte e spedita a vivere in un piccolo maniero nell'Essex probabilmente in condizioni economiche piuttosto precarie.
William invece cominciò a corteggiare Elizabeth Brooke, nipote di Dorothy Bray, che era stata dama di compagnia di Anna di Clèves e di Caterina Howard, infine il 31 marzo 1552 il parlamento dichiarò nullo il suo primo matrimonio con Anne.

## La lenta risalita
Quando al trono ascese Maria I d'Inghilterra nel luglio 1553 William venne tratto in arresto con l'accusa di aver complottato con John Dudley, I duca di Northumberland nel fallito tentativo di incoronare Jane Grey. William fu condannato a morte il 18 agosto e Anne intervenne a suo favore nella speranza che questo lo inducesse a ridarle alcune delle sue vecchie proprietà. William venne effettivamente rilasciato e la sentenza di annullamento venne a sua volta annullata il 24 marzo 1554 e ad Anne venne garantita una rendita annua di 100£ che nel dicembre del 1556 salì a 450£.
Anne rimase a corte fino a quando salì al trono Elisabetta I d'Inghilterra, ella teneva i Parr in grande considerazione e sapeva che il suo adulterio non le avrebbe fatto guadagnare l'affetto della sovrana. Infatti William tornò in possesso dei titoli e delle terre che aveva perso e fu insignito anche dell'Ordine della Giarrettiera e divenne uno dei membri del consiglio privato di Elisabetta.
Dalla relazione di Anne con John nacquero numerosi figli che vennero tutti dichiarati bastardi, ma solo una, Mary, pare abbia raggiunto l'età adulta e si sia in seguito sposata anche se di lei o del marito non si sa nulla.
Alcuni storici pensano che Katherine Nott, che alla corte di Elisabetta ebbe un incarico non ben precisato fin dal 1577 potesse essere una delle figlie di Anne.
Anne trovò residenza presso Benington, nell'Hertfordshire grazie all'interessamento di Sir Robert Rochester e Edward Waldegrave che le concessero l'uso della proprietà, quando Rochester morì nel 1557 Waldegrave trasferì la proprietà a John Butler, Anne li denunciò e portò il caso innanzi alla Court of Chancery e vinse la causa ritirandosi quindi a vita privata nel 1558-

## La morte
Anne morì il 28 gennaio 1571 e William la seguì dieci mesi dopo venendo sepolto alla Chiesa Collegiata di St. Mary a Warwick, i funerali vennero pagati da Elisabetta che vi presenziò. William si era risposato la terza volta nel mese di maggio con Helena, Marchesa di Northampton l'unico dei suo matrimoni ad essere ritenuto valido perché avvenuto dopo la morte di Anne. William non lasciò figli e l'eredità andò a un suo cugino, anche le terre e le proprietà di Anne andarono a un parente Walter Devereaux, I conte di Essex un lontano cugino e primo marito di Lettice Knollys.